# Bergerac, Dordogne
Bergerac är en kommun i departementet Dordogne i regionen Nouvelle-Aquitaine i sydvästra Frankrike. Kommunen är chef-lieu för två kantoner och för arrondissementet Bergerac. Bergerac är sous-préfecture för departementet Dordogne. År 2022 hade Bergerac 26 852 invånare.

## Befolkningsutveckling
Antalet invånare i kommunen Bergerac
Referens:INSEE

## Galleri

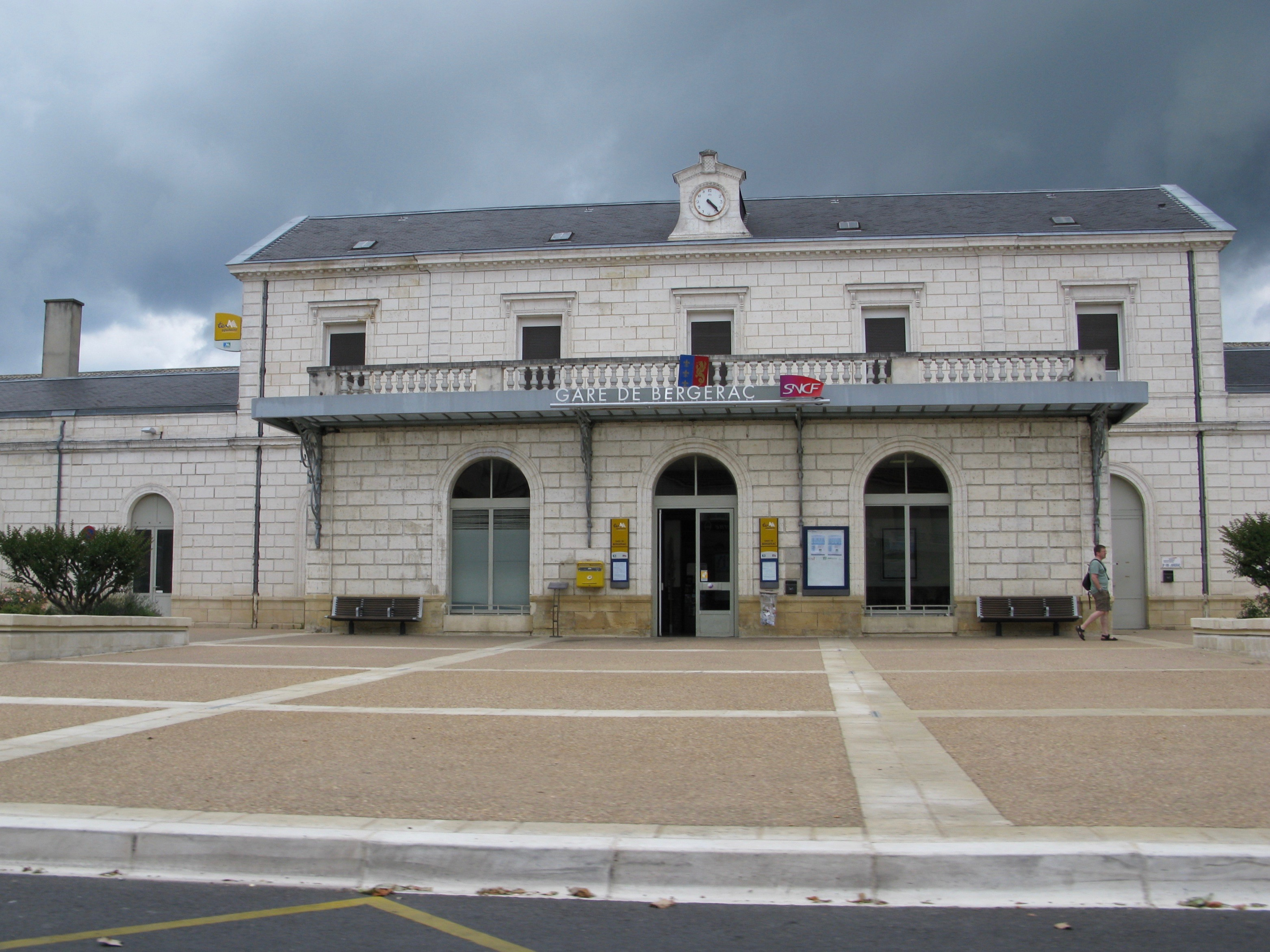
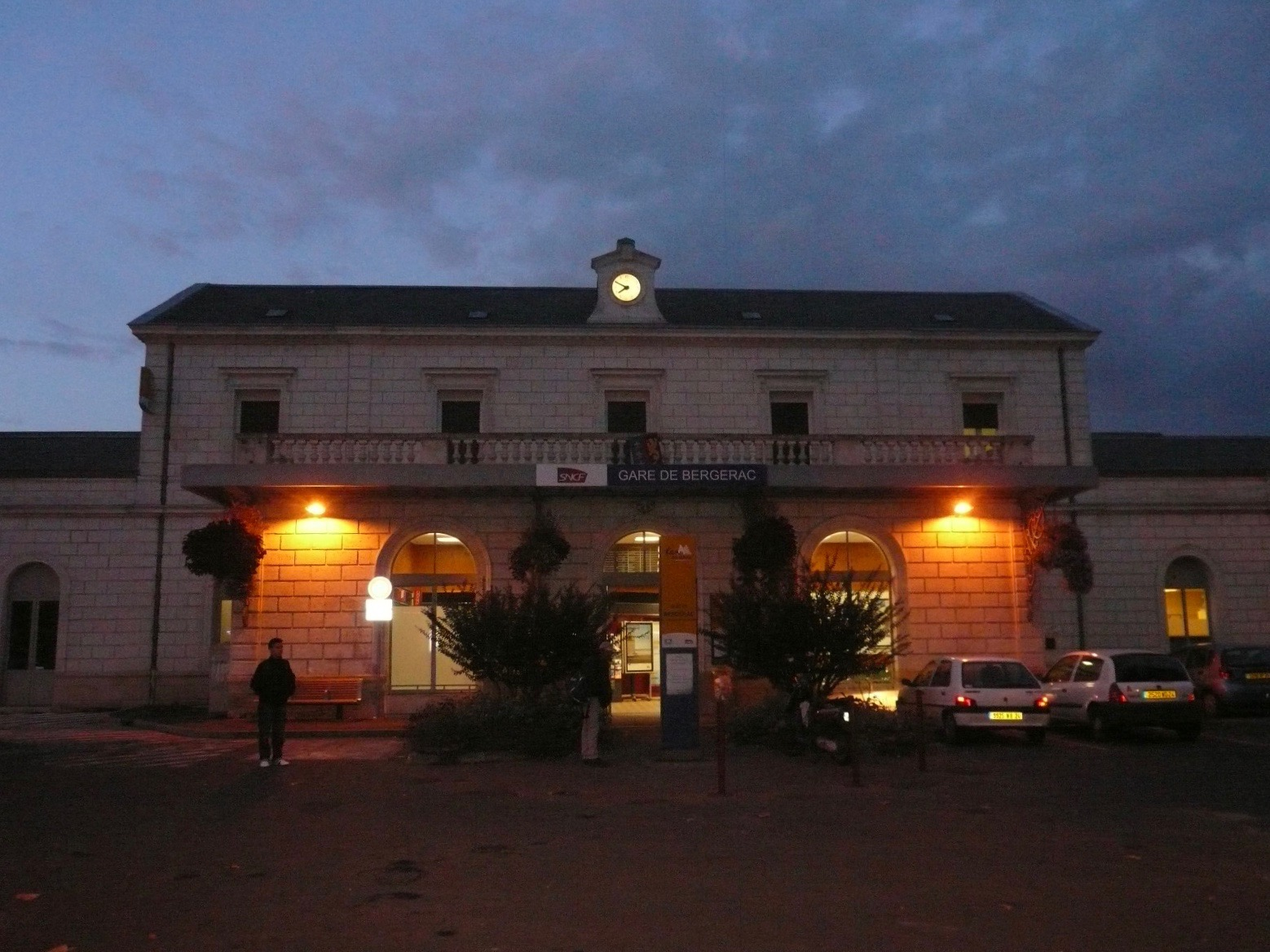
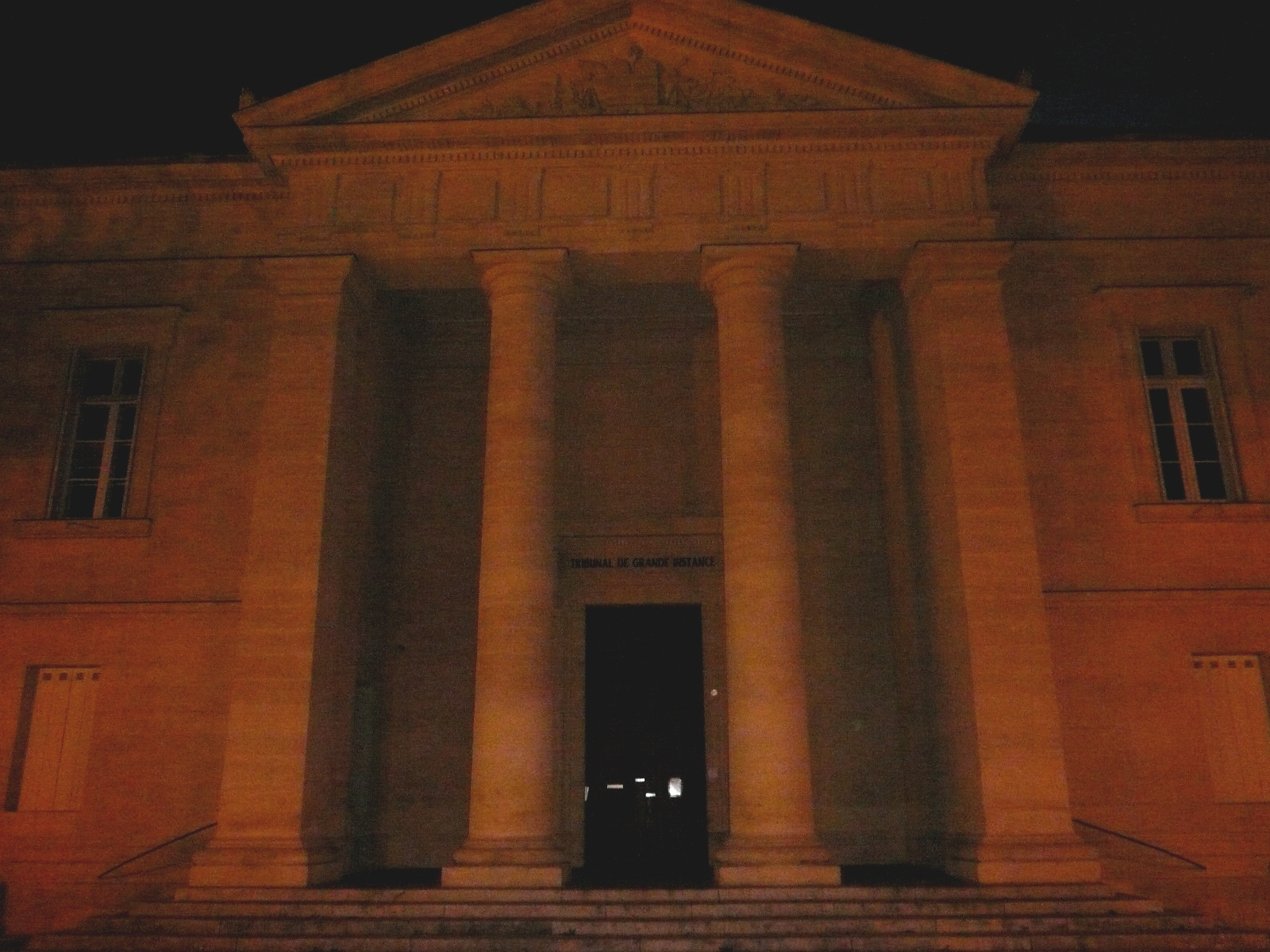
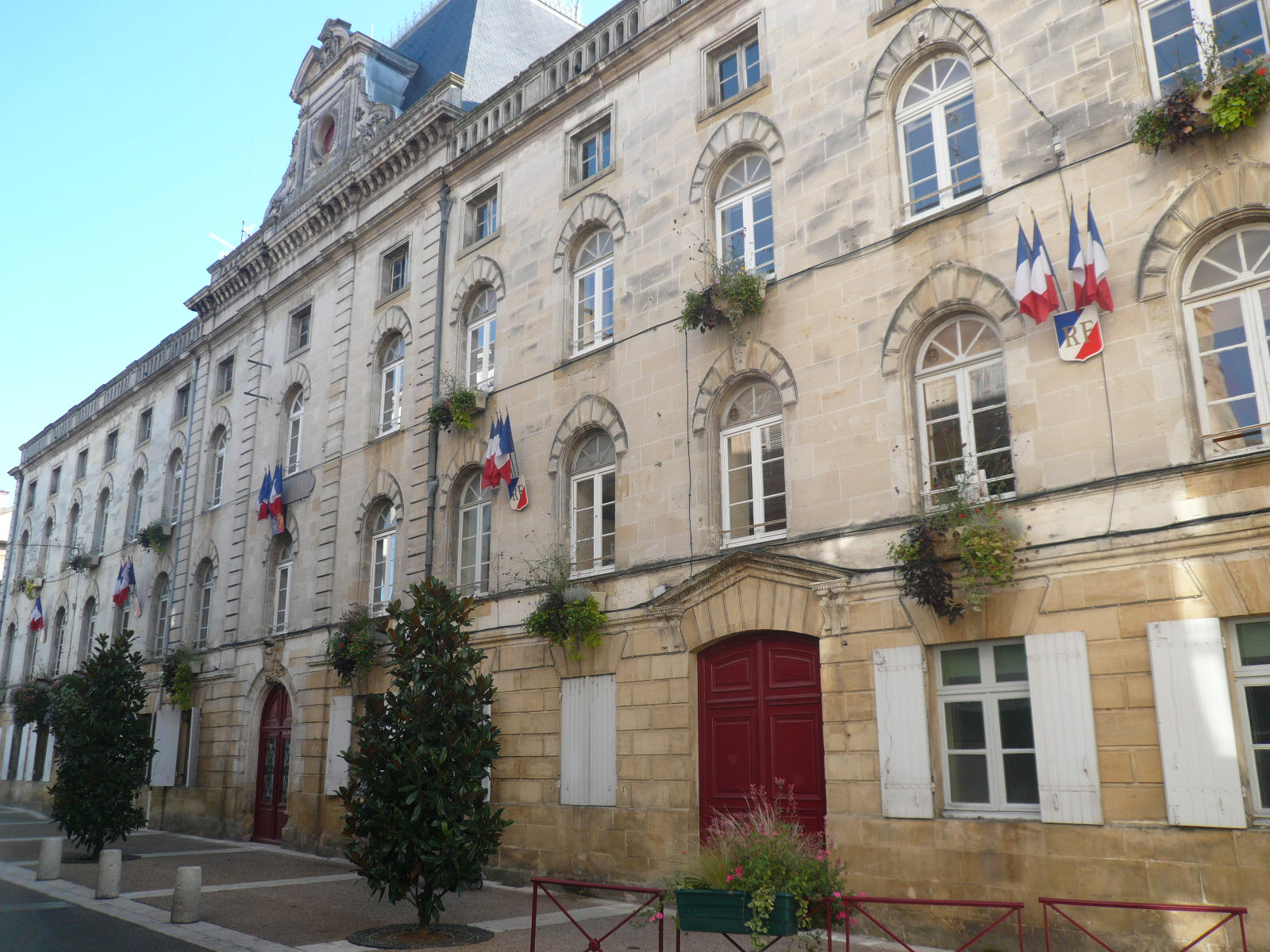
Rådhuset
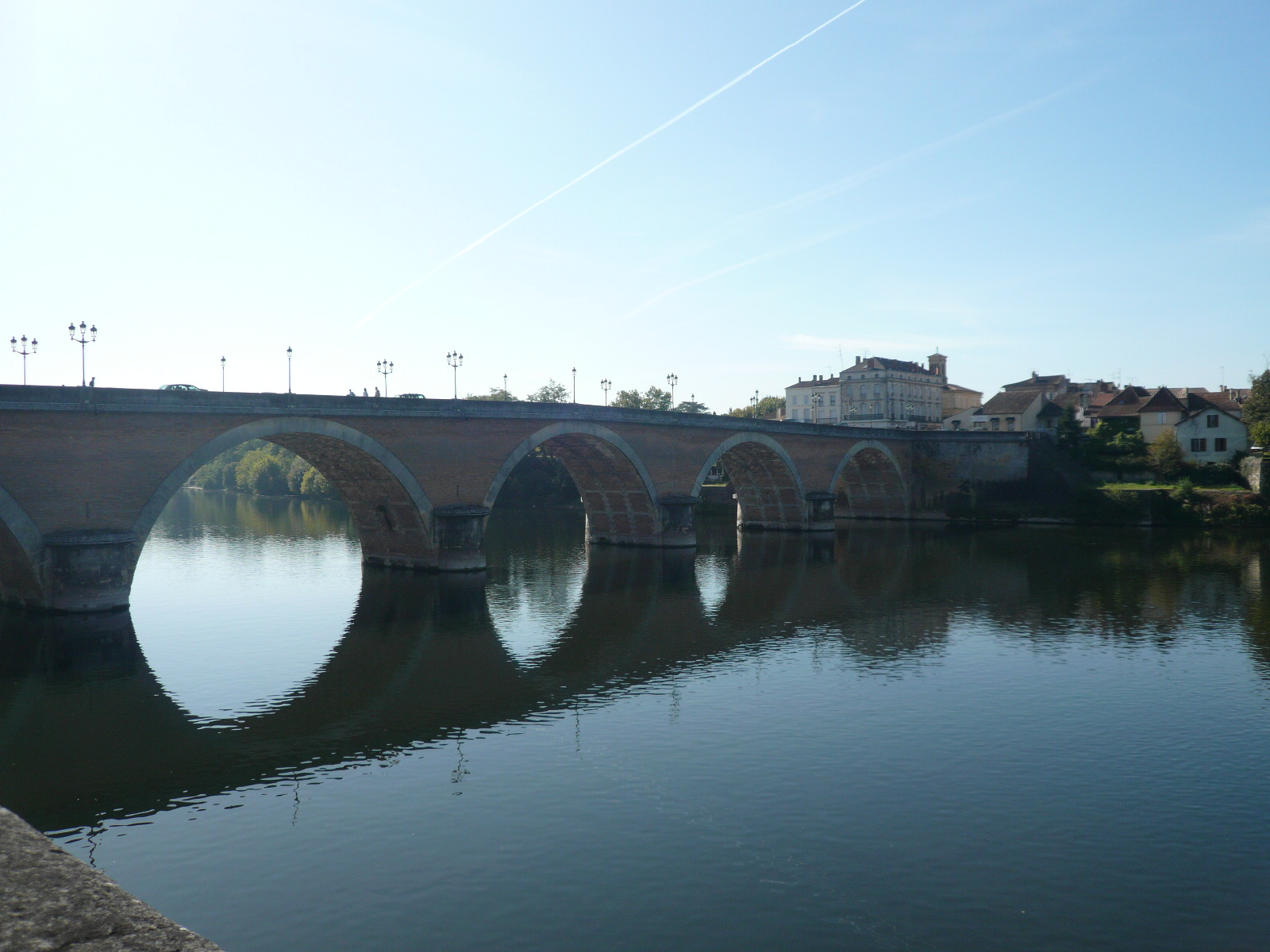
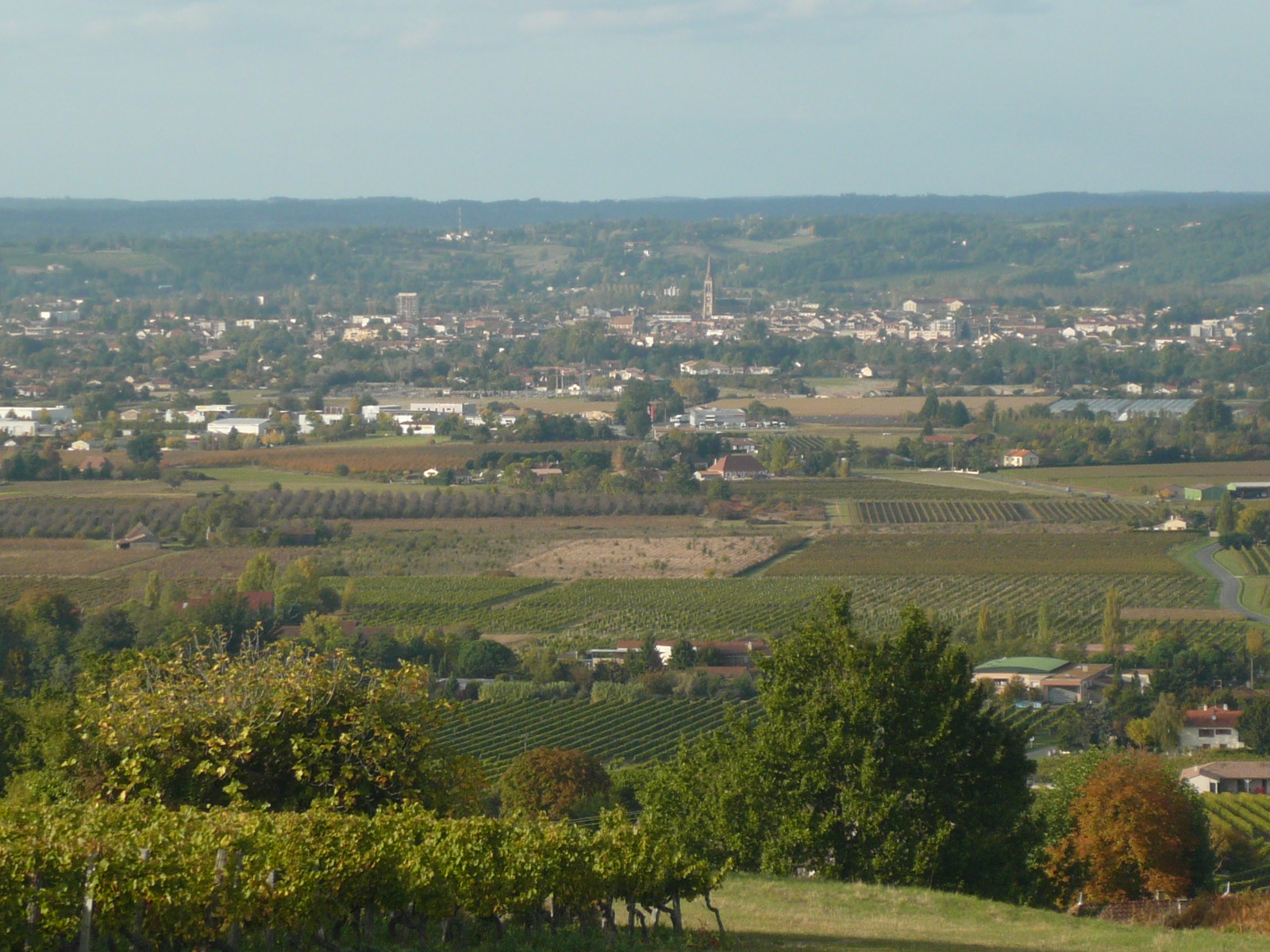
Bergerac från château de Monbazillac
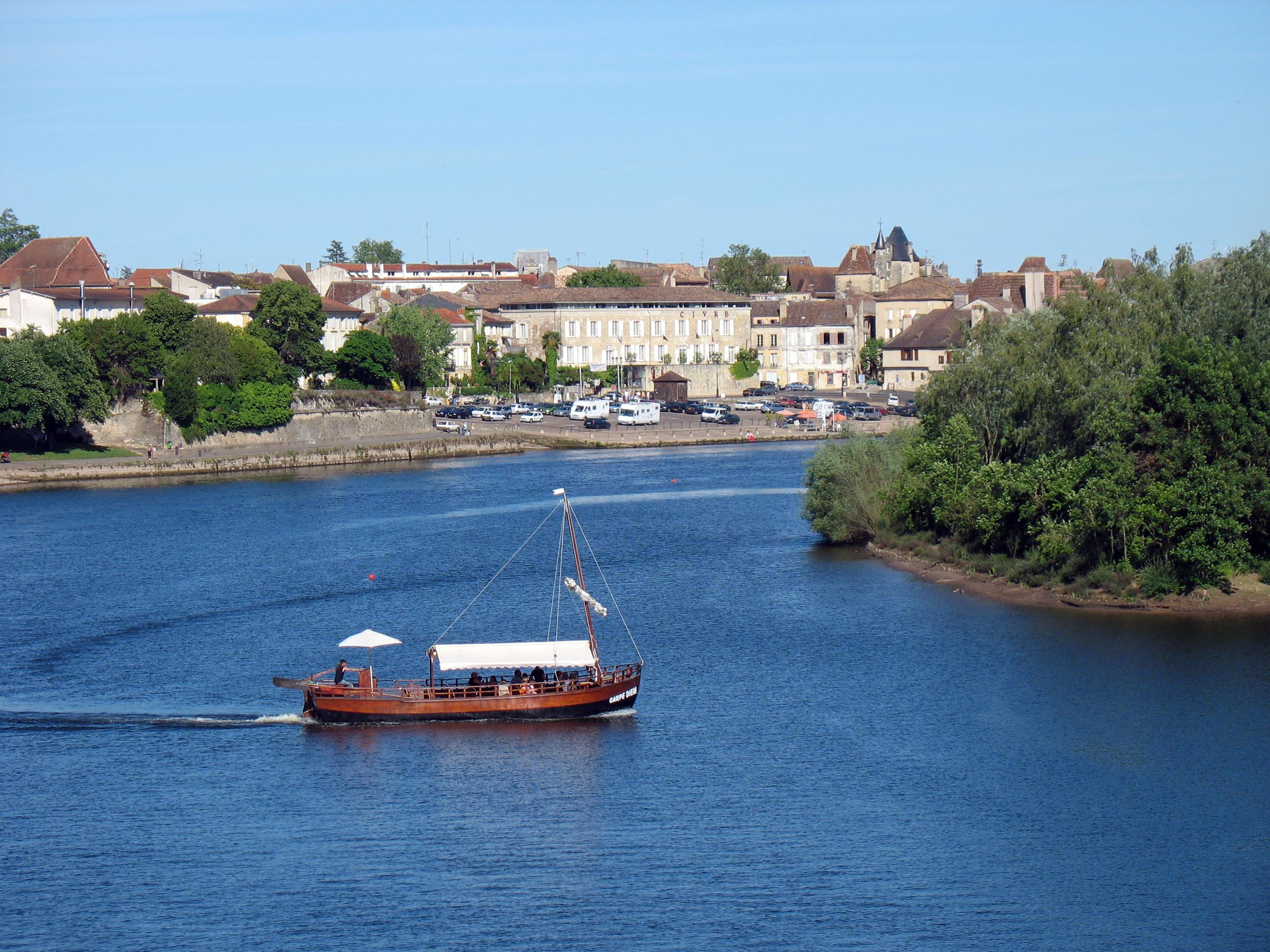
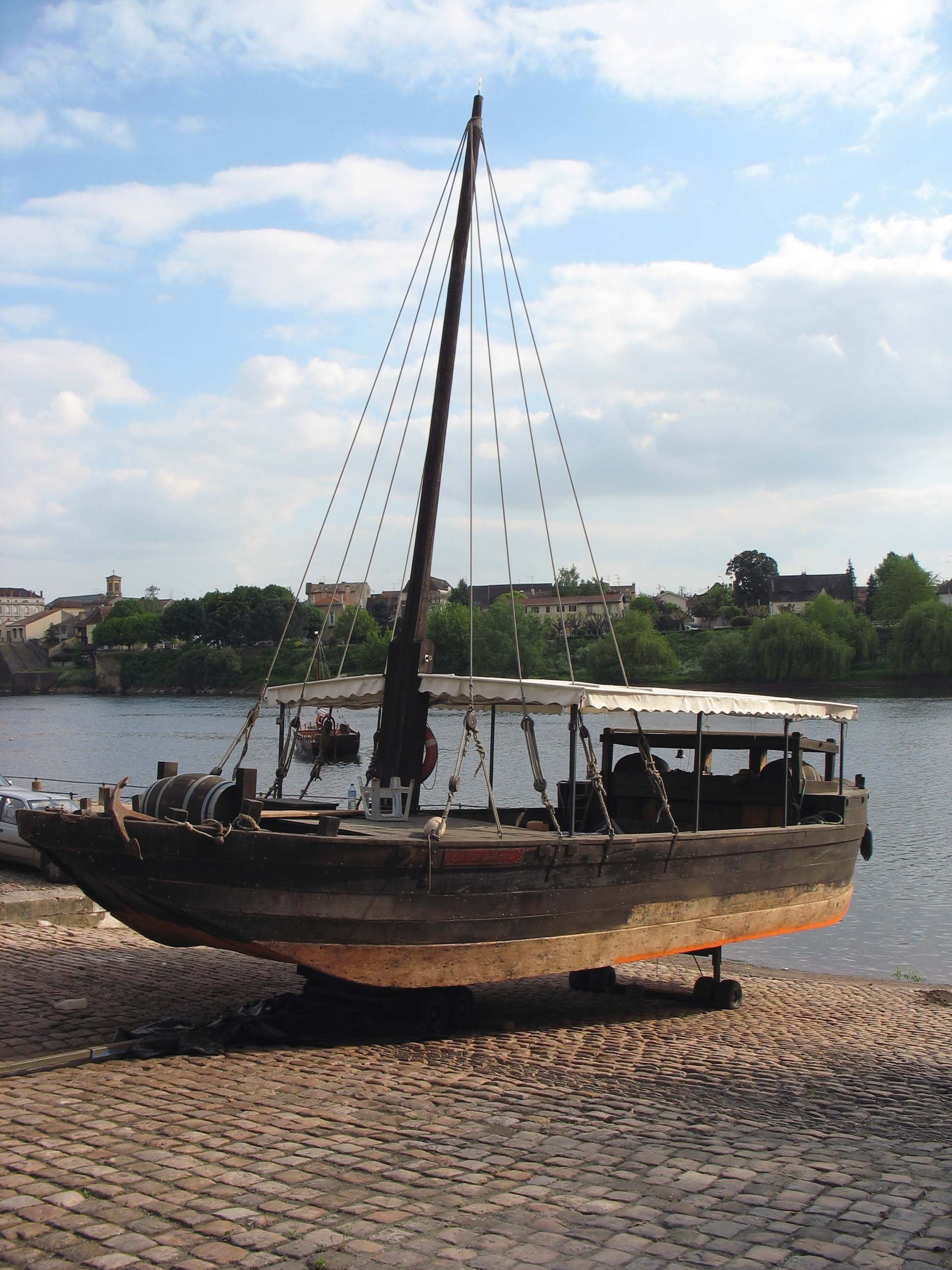
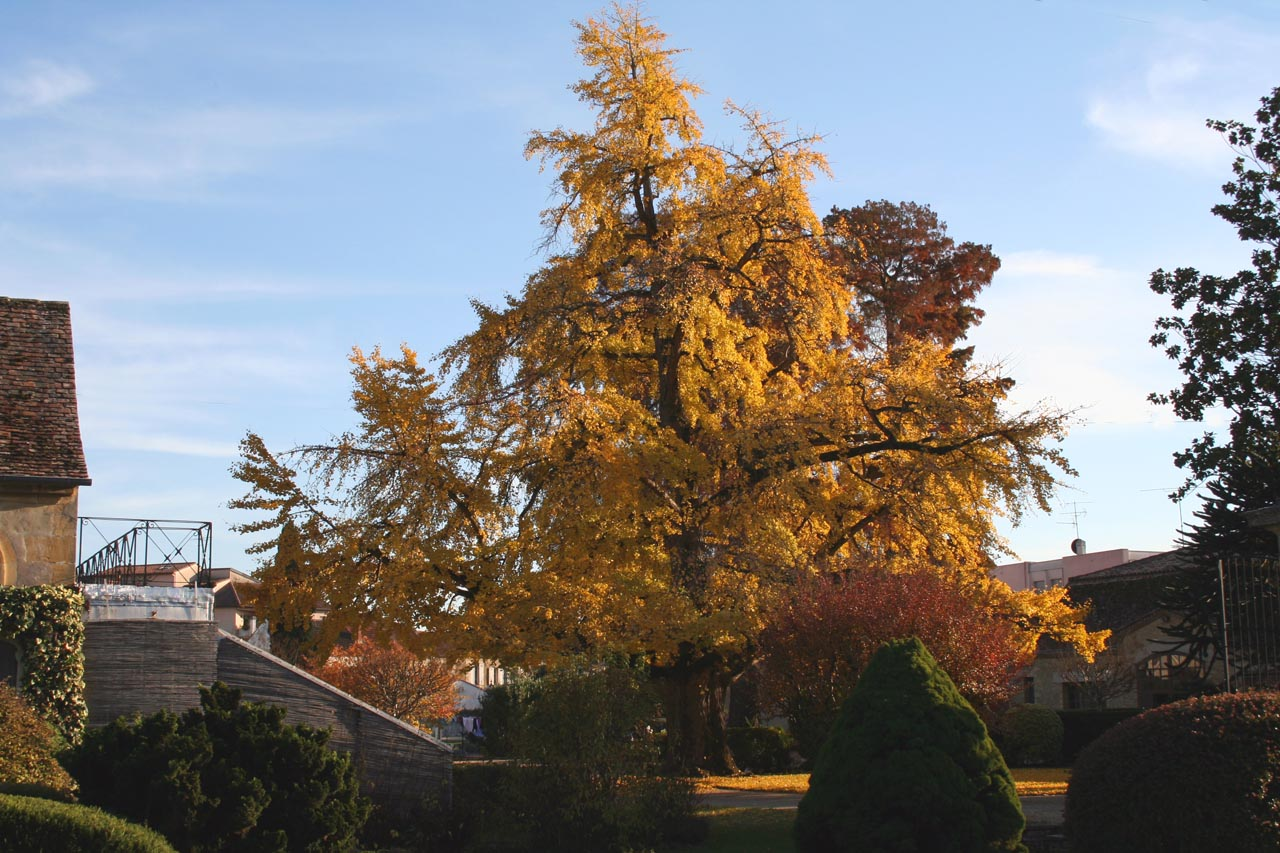